# Gail Kelly
Gail Kelly (nascida Currer, em 25 de abril de 1956) é uma empresária australiana nascida na África do Sul. Em 2002, ela se tornou a primeira mulher CEO de um grande banco australiano ou de uma das 15 maiores empresas, e em 2005 foi a mulher mais bem paga em uma corporação australiana. Ela é ex-diretora executiva (CEO) da Westpac, cargo que ocupou de 2008 a 2015. Em 2010, Kelly foi nomeada a 8ª mulher mais poderosa do mundo pela Forbes e, a partir de 2014, ela está listada em 56º lugar.

## Biografia

### Infância e educação
Gail Currer nasceu em Pretória, África do Sul. Currer frequentou a Universidade da Cidade do Cabo, onde se formou em Artes com especialização em História e Latim, adquirindo também um diploma em Educação. Ela se casou com Allan Kelly em dezembro de 1977.

### Professora
O casal mudou-se para a Rodésia (hoje Zimbábue), onde ela ensinou latim no Falcon College enquanto ele servia no Exército. Eles voltaram para a África do Sul, onde Allan Kelly estudou Medicina na Universidade de Witswatersrand e Gail Kelly ensinou em uma escola pública de ensino médio.

### Bancária
Kelly começou a trabalhar no Nedcor Bank em 1980 como caixa, mas foi rapidamente encaminhada para um programa de treinamento acelerado. Ela começou um MBA em 1986, enquanto estava grávida de sua filha mais velha, e se formou com distinção em 1987. Em 1990, tornou-se chefe de recursos humanos da Nedcor (depois de ter dado à luz trigêmeos cinco meses antes). Do início de 1992 a 1997, ela ocupou vários outros cargos de gerente geral na Nedcor, incluindo cartões e banco pessoal.
Em meados da década de 1990, os Kellys estavam ficando desiludidos com a África do Sul e queriam se mudar para um país diferente. Em junho de 1997, ela voou para Sydney, onde realizou entrevistas com quatro dos principais bancos e foi nomeada para um cargo sênior no Commonwealth Bank, em julho de 1997.

### Carreira na Austrália
Kelly começou a trabalhar como Gerente Geral de Marketing Estratégico no Commonwealth Bank, em outubro de 1997. Em 2002, ela era chefe da Divisão de Atendimento ao Cliente, responsável por administrar a extensa rede de agências do Commonwealth Bank.
Seu desempenho no Commonwealth Bank a levou a ser recrutada como CEO do St. George Bank (após a morte por ataque cardíaco do CEO em exercício). Ela começou em janeiro de 2002 – na época, St. George era visto como um possível alvo de aquisição pelo Commonwealth Bank (especialmente após a compra do Colonial State Bank), mas Kelly aumentou a lucratividade do banco e alcançou níveis muito mais altos de retorno sobre os ativos. Em novembro de 2004, o St. George Bank deu a Kelly um aumento salarial e estendeu seu contrato indefinidamente, com a capitalização do banco subindo $ 3 bilhões desde o início de seu mandato como CEO. A revista Australian Banking &amp; Finance concedeu-lhe o prêmio de Melhor Executiva de Serviços Financeiros em 2003 e 2004.
Devido ao seu sucesso em St. George, em junho de 2005, houve extensa especulação na mídia de que ela retornaria ao Commonwealth Bank como CEO após a aposentadoria de David Murray AO, mas Kelly disse que estava comprometida em permanecer com St. George. Murray foi substituído por Ralph Norris, ex-CEO e diretor administrativo da Air New Zealand.
Na sexta-feira, 17 de agosto de 2007, ela anunciou sua renúncia como CEO do St. George Bank para assumir o mesmo cargo no Westpac a partir de 2008. Ela começou a trabalhar como CEO da Westpac em 1º de fevereiro de 2008.
Em 12 de maio de 2008, Kelly anunciou uma fusão de US$ 18,6 bilhões entre o Westpac e o St. George Bank. A fusão foi aprovada pelo Tribunal Federal da Austrália e finalizada em 26 de maio de 2008. A fusão resultou no novo Westpac Group combinado com 10 milhões de clientes, uma participação de 25% no mercado australiano de empréstimos imobiliários, e com fundos de investimento de US$ 108 bilhões sob sua administração.
Em outubro de 2010, Kelly anunciou a meta de que as mulheres ocupassem 40% dos 4.000 principais cargos gerenciais da Westpac, uma tarefa relatada pelo jornal The Australian quase alcançada em março de 2012.
Em 13 de novembro de 2014, Kelly anunciou que se aposentaria como CEO do Westpac Group em 1 de fevereiro de 2015. Brian Hartzer, chefe do grupo australiano de serviços financeiros da Westpac, foi nomeado como seu substituto.
Em 1 de agosto de 2017, Kelly lançou seu primeiro livro, Live Lead Learn: My Stories of Life and Leadership (Viking, uma marca da Penguin Random House). O livro detalha suas experiências de ser uma empresária de alto nível e mãe de quatro filhos.

### Classificação
Forbes - As mulheres mais poderosas do mundo
| Ano  | Classificação | Artigo relacionado |
| ---- | ------------- | --- |
| 2014 | 56            | https://www.forbes.com/profile/gail-kelly/                                                                                       |
| 2013 | 62            | https://www.forbes.com/profile/gail-kelly/                                                                                       |
| 2012 | 60            | |
| 2011 | 32            | |
| 2010 | 8             | https://www.forbes.com/lists/2010/11/power-women_2010.html                                                                       |
| 2009 | 18            | http://www.theaustralian.com.au/business/gail-kelly-in-forbes-list-of-worlds-10-most-powerful-women/story-e6frg8zx-1225935338055 |
| 2008 | 11            | https://www.forbes.com/lists/2008/11/biz_powerwomen08_The-100-Most-Powerful-Women_Rank.html                                      |

Fortuna - Vários
| Ano  | Título                                                 | Classificação | Artigo relacionado                                                                        |
| ---- | ------------------------------------------------------ | ------------- | ----------------------------------------------------------------------------------------- |
| 2014 | Os 50 maiores líderes do mundo                         | 49            |                                                                                           |
| 2014 | Mulheres mais poderosas da Ásia-Pacífico               | 1             | http://fortune.com/2014/09/18/most-powerful-women-asia-pacific/                           |
| 2014 | 50 mulheres mais poderosas – edição global             | 10            |                                                                                           |
| 2013 | 50 mulheres mais poderosas nos negócios: as 50 globais | 3             | http://archive.fortune.com/magazines/fortune/most-powerful-women/2013/global/             |
| 2012 | 50 mulheres mais poderosas nos negócios - lista global | 2             | http://archive.fortune.com/magazines/fortune/most-powerful-women/2012/global/             |
| 2011 | Poder Internacional 50                                 | 2             |                                                                                           |
| 2010 | 50 Mulheres Mais Poderosas – Poder Internacional 50    | 2             |                                                                                           |
| 2009 | 50 mulheres mais poderosas nos negócios - lista global | 2             | http://archive.fortune.com/magazines/fortune/mostpowerfulwomen/2009/global/index.html     |
| 2008 | 50 mulheres mais poderosas nos negócios - lista global | 2             | http://archive.fortune.com/magazines/fortune/mostpowerfulwomen/2008/global/index.html     |
| 2007 | 50 mulheres mais poderosas: o poder global 50          | 28            | http://archive.fortune.com/galleries/2007/fortune/0709/gallery.women_intl.fortune/28.html |

Financial Times
| Ano  | Título                                        | Classificação |
| ---- | --------------------------------------------- | ------------- |
| 2011 | As 50 melhores mulheres no mundo dos negócios | 12            |
| 2010 | As 50 melhores mulheres no mundo dos negócios | 17            |

The Australian Financial Review/Boss Magazine
| Ano  | Título                                                     | Classificação     |
| ---- | ---------------------------------------------------------- | ----------------- |
| 2010 | Verdadeiros líderes: poder de permanência                  | Sem classificação |
| 2008 | Lista da Revista AFR: Poder Setorial: Serviços Financeiros | 2                 |
| 2007 | AFR Boss True Leaders – Hall da Fama                       | 25 melhores       |
| 2005 | AFR Boss True Leaders                                      | Sem classificação |
| 2004 | Lista da Revista AFR: Poder Setorial: Serviços Financeiros | Sem classificação |
| 2003 | Lista de verdadeiros líderes do chefe da AFR               | Sem classificação |

Outros jornais australianos
| Ano               | Título                                                                                | Classificação |
| ----------------- | ------------------------------------------------------------------------------------- | ------------- |
| fevereiro de 2015 | The Australian's Deal Magazine - 50 mulheres mais poderosas nos negócios australianos | 40            |
| março de 2013     | The Australian Newspaper - Lista das 50 pessoas mais influentes na política           | 46            |
| 2011              | The Sydney Morning Herald – 50 mulheres influentes                                    | n / D         |
| 2003              | Daily Telegraph – Os operadores mais poderosos de Sydney                              | n / D         |

Outras Publicações
| Ano  | Título                                                                           | Classificação                                            | Artigo relacionado                                                                                            |
| ---- | -------------------------------------------------------------------------------- | -------------------------------------------------------- | --- |
| 2014 | Morningstar – CEO do Ano                                                         | Vice-campeão conjunto                                    | http://corporate.morningstar.com/au/asp/subject.aspx?xmlfile=5689.xml&filter=PR5306                           |
| 2014 | Mulheres Australianas Online - Lista de Poder                                    | 4                                                        | http://australianwomenonline.com/julie-bishop-tops-list-of-the-50-most-powerful-women-in-australia/           |
| 2013 | Crikey - Índice Power 50                                                         | 20                                                       | http://www.womensagenda.com.au/talking-about/top-stories/item/3102-the-eight-most-powerful-women-in-australia |
| 2011 | Revista Insto – Banqueiro do Ano                                                 | 1                                                        | |
| 2010 | Semana das Mulheres Australianas – 6 Mulheres de Influência                      | Sem classificação                                        | |
| 2007 | Revista Bulletin – 50 mais influentes nos negócios                               | 9                                                        | |
| 2007 | Australian Women's Weekly - Lista das 10 mulheres mais poderosas                 | Sem classificação                                        | |
| 2005 | Australian Banking & Finance Magazine – Melhor Executivo de Serviços Financeiros | 1                                                        | |
| 2004 | Revista Bulletin - Lista de pessoas mais inteligentes                            | 'Encabeça a categoria de negócios...' com Chip Goodyear. | |
| 2004 | Australian Banking & Finance Magazine – Melhor Executivo de Serviços Financeiros | 1                                                        | |
| 2003 | Australian Banking & Finance Magazine – Melhor Executivo de Serviços Financeiros | 1                                                        | |
| 2002 | Business Review Weekly – As 20 mulheres mais poderosas nos negócios australianos | 4                                                        | |